# Michael Stiehr
Michael Stiehr (* 30. November 1750 in Kürnach; † 14. März 1829 in Seltz) war ein deutscher Orgelbauer in der Zeit des Klassizismus, der zu den bedeutendsten Orgelbauern des Elsass zählt. Er war der Begründer der Orgelbauerfamilie Stiehr und Mockers.

## Leben
Michael Stiehr kam aus der Gegend um Würzburg. Zusammen mit dem Orgelbauer Ferdinand Stieffell  ging er nach Rastatt, wo Stieffell seine Werkstatt eröffnete. Durch seine Arbeit bei Ferdinand Stieffell lernte Stiehr den von Andreas Silbermann und Johann Andreas Silbermann beeinflussten Stil der Oberrheinischen Orgellandschaft kennen. Er führte Neuerungen an seinen Instrumenten ein, welche auch noch heute ihre Verwendung finden. So weisen die Prinzipale und Gedackte die in ihrer Zeit unüblichen Seitenbärte und runde Aufschnitte auf. Bei einigen Instrumente finden sich gelötete Seitenbärte als Intonationshilfen sogar bei den Prospektpfeifen. 1777 ließ sich Stiehr im linksrheinischen Seltz (Elsass) nieder und bis 1780 war er bei Stieffell als Werkmeister tätig.
Im Jahre 1781 machte sich Stiehr selbständig. Stiehr und Stieffell teilen sich ihr Arbeitsgebiet auf: Stieffell arbeitete fortan rechtsrheinisch und Stiehr linksrheinisch auf elsässischer Seite. Stiehr erreichte das Elsass genau zum richtigen Zeitpunkt: nur wenige Jahre später starb Johann Andreas Silbermann (1712–1783), kurz darauf dessen Nachfolger Josias Silbermann (1765–1786). Stiehr vermochte es die entstandene Lücke mit neuen Ideen zu füllen. Er brachte aus seiner fränkischen Heimat im Elsass in Vergessenheit geratene Register mit: Gamba, Salicional und Flöten aus Holz. Damit war er anderen Orgelbauern, die am Typus der Silbermann-Orgel festhielten – wie beispielsweise Conrad Sauer – überlegen.
1786 erbaute Stiehr die Orgel in der katholischen Kirche St. Remigius von Neuburg am Rhein. Diese ist das älteste erhaltene und spielbare seiner Werke. Früher (1783) entstand lediglich die nicht mehr existierende Orgel in Salmbach nahe der Grenze zwischen Lauterbourg und Wissembourg. Weitere Stiehr-Orgeln im Elsass sind in Roppenheim und Hoerdt erhalten geblieben. Insgesamt sind mehr als 30 Werke von ihm nachgewiesen.
Stiehr war mit Elisabeth Lang († 7. September 1824) verheiratet und heiratete nach deren Tod Ursula Mahler († 1829). Die drei Söhne Joseph (1792–1867), Ferdinand (1803–1872) und Xaver (1806–1873) führten die Werkstatt fort, die in ihrer Zeit die produktivste im Elsass war. Stiehrs Schwiegersohn Xaver Mockers (1780–1861) und dessen Sohn waren als Mitarbeiter im Unternehmen tätig, das unter dem Namen Stiehr-Mockers bis 1926 bestand.

## Werke (Auswahl)
In der fünften Spalte bezeichnet die römische Zahl die Anzahl der Manuale, ein großes „P“ ein selbstständiges Pedal und die arabische Zahl in der vorletzten Spalte die Anzahl der klingenden Register. Die letzte Spalte führt Besonderheiten und weiterführende Weblinks links. Erhaltene historische Gehäuse (mit modernen Orgeln) werden durch Kursivschrift angezeigt.
| Jahr    | Ort               | Gebäude             | Bild | Manuale | Register | Bemerkungen                                                                                  |
| ------- | ----------------- | ------------------- | ---- | ------- | -------- | -------------------------------------------------------------------------------------------- |
| 1783    | Salmbach          | Kirche von Salmbach |      |         |          | nicht erhalten                                                                               |
| 1786    | Neuburg am Rhein  | St. Remigius        |      | I/P     | 13       | 2006/2007 restauriert                                                                        |
| 1791    | Roppenheim        | St. Michael         |      | I/P     | 13       | fast vollständig erhalten                                                                    |
| 1792    | Hœrdt             | Pfarrkirche         |      | I/P     | 16       | [ 7 ]                                                                                        |
| um 1800 | Wintzenbach       | St Gilles           |      | I/P     | 11       | erhalten                                                                                     |
| 1808    | Hœrdt             | Pfarrkirche         |      | I/P     | 16       | [ 9 ]                                                                                        |
| 1808    | Rœschwoog         | St Barthélémy       |      | III/P   | 31       | fast vollständig erhalten                                                                    |
| 1815    | Beinheim          | Kirche Sainte-Croix |      |         |          | 1930, 1969 und 2002 renoviert                                                                |
| 1817    | Eschau (Bas-Rhin) | St-Trophime         |      | I/P     | 18       | 1967 in ursprünglichen Zustand versetzt und um Echowerk mit zwei Stimmen erweitert; erhalten |
| 1823    | Grassendorf       | St-Trophime         |      | I/P     | 10       | weitgehend erhalten                                                                          |